# Патологія (фільм)
«Патологія» (англ. Pathology) — американський трилер режисера Марка Шелерманна, що вийшов 2008 року. У головних ролях Майло Вентімілья і Алісса Мілано. 
Сценаристами були Марк Невелдін і Браян Тейлор, продюсерами —Гарі Гілберт, Гері Лукезі, Марк Невелдін, Том Розенберг, Браян Тейлор, Скіп Вільямсон, Річард Райт та інші. Вперше фільм продемонстрували 11 квітня 2008 року у Великій Британії та Ірландії. В Україні у кінопрокаті фільм не демонструвався.

## Сюжет
| Тед Грей, талановитий студент-медик, виявляється залученим своїми новими колегами у смертельну гру: хто зможе вчинити ідеальне вбивство[8]!… |

## У ролях
| Актор            | Персонаж                                | Роль           |
| ---------------- | --------------------------------------- | -------------- |
| Майло Вентімілья | Тед Грей англ. Ted Grey                 | студент-медик  |
| Майкл Вестон     | Джейк Галло англ. Jake Gallo            |                |
| Алісса Мілано    | Гвен Вільямсон англ. Gwen Williamson    |                |
| Лоурен Лі Сміт   | Джульєтт Бас англ. Juliette Bath        |                |
| Джонні Вітворт   | Гріффін Кавеноу англ. Griffin Cavenaugh |                |
| Джон де Лансі    | Квентін Морріс англ. Quentin Morris     |                |
| Ларрі Дрейк      |                                         | жирний виродок |

## Сприйняття

### Критика
Фільм отримав здебільшого негативні відгуки: Rotten Tomatoes дав оцінку 43% на основі 21 відгуку від критиків (середня оцінка 4.4/10) і 40% від глядачів із середньою оцінкою 3.0/5 (49,296 голосів). Загалом на сайті фільм має негативний рейтинг, фільму зарахований «гнилий помідор» від кінокритиків і «розсипаний попкорн» від глядачів, Internet Movie Database — 6,0/10 (23,937 голосів), Metacritic — 55/100 (8 відгуків критиків) і 7,3/10 від глядачів (22 голоси). Загалом на цьому ресурсі фільм отримав позитивні відгуки і від критиків, і від глядачів.

### Касові збори
Під час показу у США протягом першого тижня фільм був продемонстрований у 46 кінотеатрах і зібрав 81,866 $, що на той час дозволило йому зайняти 55 місце серед усіх прем'єр. Показ фільму протривав 21 день (3 тижні) і завершився 8 травня 2008 року. За цей час фільм зібрав у прокаті у США 109,846  доларів США (за іншими даними 109,045 $), а у решті світу 3,124,860 $ (за іншими даними 3,161,929 $), тобто загалом 3,234,706 $ (за іншими даними 3,270,974 $) при бюджеті 8 млн $.

### Виноски
1. 1 2 3  Pathology: Release Info (англ.). Internet Movie Database. Процитовано 21 листопада 2014.
2. 1 2 3  Pathology (англ.). Internet Movie Database. Процитовано 21 листопада 2014.
3. 1 2 3 4  Pathology (англ.). Box Office Mojo. Процитовано 21 листопада 2014.
4. 1 2 3 4  Pathology (англ.). The Numbers. Процитовано 21 листопада 2014.
5. ↑  Pathology (англ.). AllMovie. Процитовано 21 листопада 2014.
6. ↑  Pathology: Full Cast & Crew (англ.). Internet Movie Database. Процитовано 21 жовтня 2014.
7. ↑  Патология. Премьеры (рос.). КиноПоиск. Процитовано 21 листопада 2014.
8. ↑  Патологія. Kino-teatr.ua. Процитовано 21 листопада 2014.
9. ↑  Pathology (англ.). Rotten Tomatoes. Процитовано 21 листопада 2014.
10. ↑  Pathology (англ.). Metacritic. Процитовано 21 листопада 2014.